# Wohnhaus und Atelier von Professor Hans Nadler

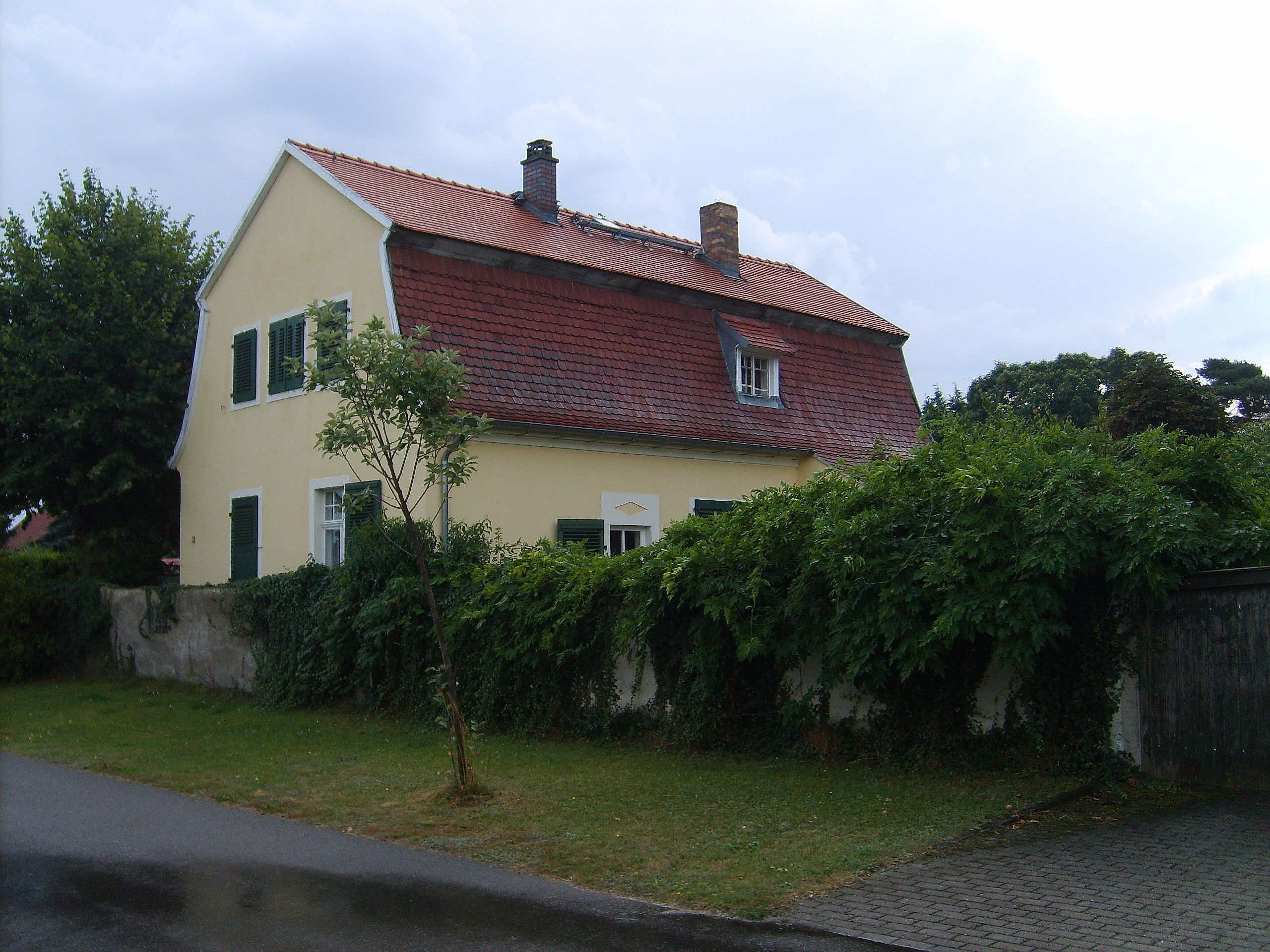
Das einstige Wohnhaus des Malers Hans Nadler in Gröden

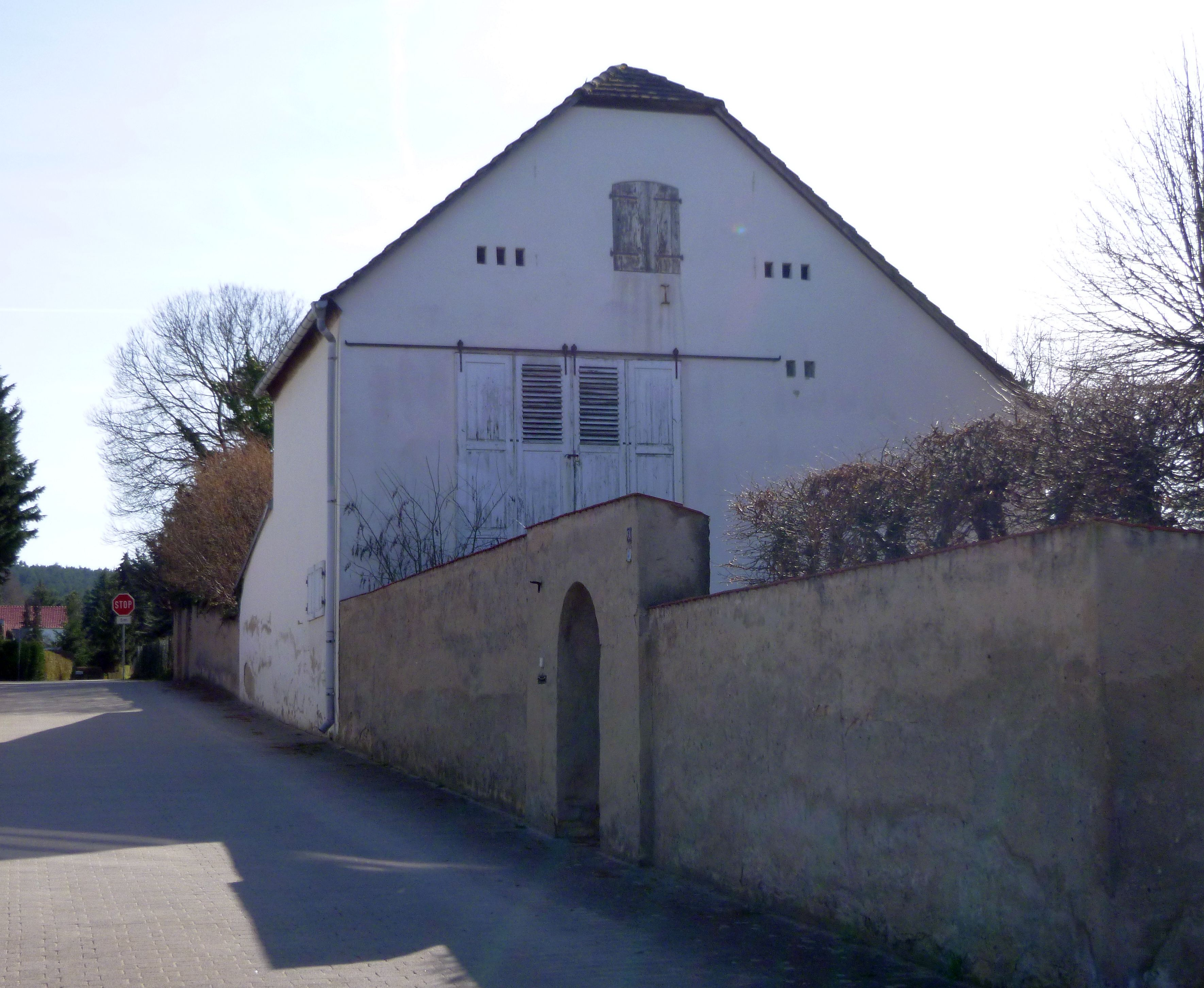
Atelier

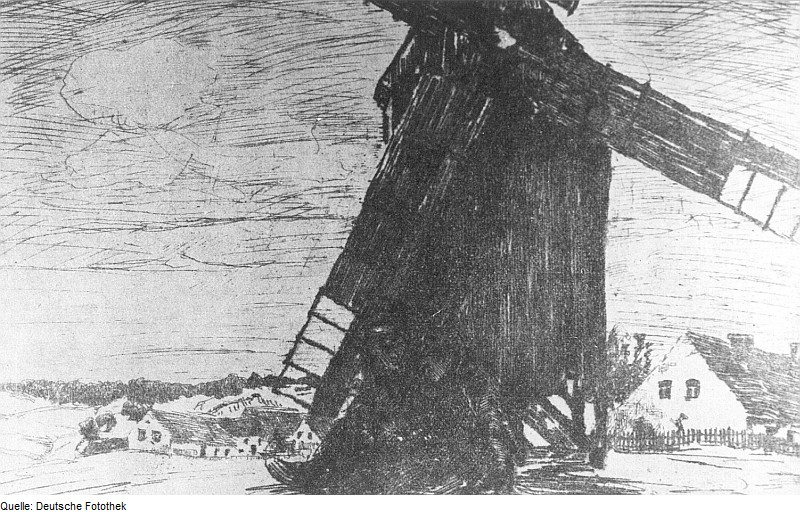
Windmühle Gröden

Das ehemalige Wohnhaus und ein dazugehöriges Atelier von Professor Hans Nadler sind ein unter Denkmalschutz stehendes Gebäudeensemble in der Gemeinde Gröden im südbrandenburgischen Landkreis Elbe-Elster.

## Baubeschreibung und -geschichte
Das mit einem Mansardendach versehene und verputzte Wohnhaus wurde im Jahre 1906 im Westen des Dorfes errichtet. Auf demselben Grundstück befindet sich ein dazugehöriges ehemaliges Atelier.
Das Wohnhaus ließ 1906 der als Schradenmaler bekannt gewordene Künstler Hans Nadler errichten, nachdem er das Grundstück in dem etwa zehn Kilometer südöstlich seines Geburtsortes Elsterwerda gelegenem Ort ein Stück Land erworben hatte. Der Vater des gleichnamigen Denkmalpflegers, der für den Erhalt zahlreicher kulturhistorischer Baudenkmäler in Dresden und Sachsen verantwortlich ist, wohnte und wirkte hier in der Folgezeit seines künstlerischen Schaffens. Im selben Jahr heiratete er seine Frau Elfriede (geb. Weise). In Dresden, wo Nadler ebenfalls arbeitete, besaß er eine weitere Wohnung.
Beim Bau des Hauses hatte Nadler bedacht, es durch Stil und Standortausrichtung an die nähere Umgebung auszurichten, an klimatische Erfordernisse und natürlichen Lichteinfall anzupassen. Eine extra gepflanzte Baumreihe sorgte für Windschutz. Das Innere des Nadlerschen Wohnhauses in Gröden beschreibt ein Sympathisant des Künstlers, der das Haus und das dazugehörige Atelier kurze Zeit nach dessen Entstehung im Jahre 1907 besuchen durfte, in seinem in der heimatkundlichen Schriftenreihe „Die Schwarze Elster“ erschienenen Aufsatz „Das Künstlerheim in Gröden“ als „Einfach, aber doch sehr wirkungsvoll, bei aller Schlichtheit viel Schönheit!“
In der Ruhe und Abgeschiedenheit der kleinen Schradengemeinde entstanden abseits des städtischen Trubels zahlreiche Werke und Entwürfe, denn Nadler wirkte unter anderem auch als Sgraffito-Künstler. Ein großer Teil davon zeigt Menschen und Landschaft dieses kleinen Landstrichs im Süden des heutigen Brandenburgs. Einwohner des Ortes oder Schüler des Künstlers standen hier Nadler Modell. Talentierte Schüler lud er außerdem nach Gröden in sein Atelier ein. Einige seiner Bilder zeigen die unmittelbare Umgebung vor seinem Haus. Zahlreiche Fotografien seiner Arbeit im Atelier wurden im 1999 erschienen Werkskatalog „Hans Nadler 1879–1958“ veröffentlicht. Einige Arbeiten und Fotos befinden sich des Weiteren in der Kleinen Galerie „Hans Nadler“ in Elsterwerda.
Hans Nadler, der 1918 endgültig nach Gröden umzog und dem im selben Jahr noch vom sächsischen König Friedrich August III. der Professoren-Titel verliehen wurde, verstarb im Jahre 1958 in Gröden.